# Fairmont Le Montreux Palace
Fairmont Le Montreux Palace est un hôtel de luxe 5 étoiles de la Riviera vaudoise, situé au no 2 avenue Claude Nobs à Montreux, sur le Léman dans le canton de Vaud en Suisse.
Inauguré en 1906, Fairmont Le Montreux Palace est aujourd'hui membre des Historic Hotels Worldwide, de Swiss Deluxe Hotels et fait partie de la chaîne Fairmont Hotels and Resorts, associée depuis 2016 au groupe AccorHotels. La direction générale est assurée par Michael Smithuis.

## Histoire
En 1881, Alexandre Emery et Ami Chessex rachètent l’hôtel du Cygne, et en 1895, fondent la société du Montreux Palace et du Cygne. L’architecte Eugène Jost reconstruit et agrandit l'hôtel en moins de 18 mois, le reliant au bâtiment de l’hôtel du Cygne par le Grand Hall, le salon de musique et des salles de bal,.
L'hôtel ouvre ses portes le 19 mars 1906. L'établissement accueille alors 320 clients.
Le nouveau Palace, qui offre le chauffage, l'électricité et des salles de bains privées avec eau chaude et froide, est alors considéré comme un hôtel moderne ; une clientèle internationale vient y séjourner, parfois pour de longues périodes et doit être divertie. L'après-midi et le soir, des animations sont proposées dans le théâtre, les salles de bal ou le salon de musique.
En 1911, un pavillon des sports est construit ; avec une patinoire, quatre pistes de bowling, ainsi qu'un stand de tir et un grand salon de thé. Dans les jardins des tournois de tennis sont organisés,.
Pendant la Première Guerre mondiale, l'hôtel est utilisé comme hôpital pour accueillir les blessés des forces alliées britanniques et françaises. En 1928, l'hôtel devient l’un des fondateurs de l’association The Luxury Hotels of Europe and Egypt, il s'en retire fin 2018.
En 1936, l’hôtel accueille les délégués des nations qui signeront la convention de Montreux,
et en 1937, le roi Farouk d'Égypte pour la Conférence des Capitulations,,.
Pendant la Seconde Guerre mondiale, l'hôtel accueille des réfugiés et des blessés civils et militaires comme durant le premier conflit.
Depuis, le palace est classé comme bien culturel d'importance nationale.
L'hôtel a appartenu au cours de son histoire à des multinationales comme Nestlé et Swissair. Puis au prince saoudien Al-Waleed. La société de fonds d’investissement Colony Capital, de Los Angeles, a également possédé l’établissement, selon le magazine Bilan ; en 2018, il est racheté par le groupe Broermann, Fairmont en assure la gestion,.

## Clientèle
Depuis son ouverture l'hôtel a accueilli des célébrités d'horizons variés ; Richard Strauss en exil y compose ses Vier letzte Lieder, Vladimir Nabokov y résida pendant les dix-sept dernières années de sa vie,,, et depuis le premier Festival de Jazz de Montreux, en 1966, de nombreux musiciens renommés logent au Montreux Palace,. Freddie Mercury y passe quant à lui ses derniers moments.
Le décor Belle Époque de l'hôtel a été sélectionné pour le tournage de séquences filmiques par Peter Ustinov (Lady L, 1964), la BBC (1995) ou Luc Besson productions (Le Baiser mortel du dragon, 2001).
L'hôtel continue d'être le lieu de conférences ; en mai 2019, Fairmont Le Montreux Palace accueille la conférence de Bilderberg,.

## Caractéristiques
Des modernisations successives ont lieu au fil du temps, notamment en 2008, 2009 et 2019, l’hôtel avec vue sur le lac et les Alpes comprend 236 chambres et suites, 15 salles de réunion et réception, 6 restaurants et plusieurs bars ainsi qu'un spa de 2 000 m2 avec piscine couverte et piscine extérieure.